# Kóvel
Kóvel (en ucraniano: Ко́вель; en polaco: Kowel) es una ciudad ucraniana, capital del raión homónimo en la óblast de Volinia. Está situada al noroeste de Lutsk a las orillas del río Turiya.
En 2022 la ciudad tenía 67 575 habitantes. Desde 2020 es sede de un municipio con una población total de unos setenta y tres mil habitantes, que incluye catorce pueblos como pedanías: Bilyn, Dorótyshche, Hishyn, Horodýlets, Klevetsk, Kolódnytsia, Lapní, Liubche, Ruzhyn, Tóikut, Volia, Volia-Kóvelska, Zarichchia y Zelena.

## Historia

### Orígenes
Diversas excavaciones arqueológicas han encontrado utillaje lítico, picas con puntas de bronce y Economía en la monedas romanas. En la parte antigua de la ciudad se han encontrado troncos vaciados a modo de tumbas conteniendo huesos. También se ha encontrado cerámica de los siglos XII y XIV.
Según una leyenda, la ciudad nació de un asentamiento compuesto por una herrería y apenas un par de casas. El primer habitante de la ciudad habría sido un herrero y de ahí proviene el nombre de Kóvel, que significa "caballo" en ucraniano, y la presencia de una herradura en el escudo de la ciudad.

### Edad Media
La colonización de Kóvel se realizó en los tiempos de las campañas de Daniel de Galitzia entre 1238 y 1240. La primera mención por escrito de Kóvel tiene fecha de 1310. A finales del siglo XV el Rey Oleksandr decidió que Kóvel fuera parte de los dominios del príncipe Mijailo Sangushkóvich.
El 24 de diciembre de 1518 en Brest, el rey Polonia Segismundo I Jagellón el Viejo concedió a la ciudad el Derecho de Magdeburgo. También dio su permiso para organizar ferias en la ciudad dos veces al año. En el año 1536 Kóvel formaba parte de los dominios de la reina Bona.
En el siglo XVI la ciudad tenía varios talleres de confección textil. El crecimiento de la ciudad favoreció la artesanía y el comercio.
El 4 de junio de 1564 Kóvel pasó a formar parte de los dominios de Andriy Kurbskiy, príncipe de Rusia, a condición de que él siguiera manteniendo sus leyes locales y se respetaran los derechos de la burguesía y los artesanos. Cuando el príncipe falleció, fue enterrado en la Iglesia de San Nikolái en el pueblo Verbitsi.
A principios del siglo XVI ya existía una escuela en la ciudad, donde los maestros recibían su salario de las iglesias locales. También existían hospicios para las personas de edad y para los niños.
A principios del siglo XVIII Kóvel empezó a decaer y los reyes polacos arrendaron la ciudad, como en el año 1770, cuando un tal Andriy Yablonskiy alquiló la ciudad por 18 000 monedas de oro y 24 monedas de cobre.

### Edad Moderna

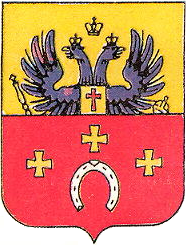
Escudo de Kóvel de 1852.

En el año 1795 Volinia y, con ella Kóvel, se unió al Imperio ruso, lo que no evitó que la población continuara disminuyendo (37 644 habitantes en 1863). Como consecuencia de esta decadencia, muchos burgueses y los artesanos abandonan el centro de la ciudad y se dedican a la agricultura.
En la segunda mitad del siglo XIX la construcción del ferrocarril Kiev–Brest, que pasaba por el territorio de Kóvel, revitalizó la ciudad. La industria y el comercio comenzaron a crecer. En 1893, la población aún era de 15 116 personas, 696 de ellas pertenecían a la nobleza, 13 032 eran miembros del estrato social medio y 1266 eran campesinos y sus familias. Existían 4 iglesias ortodoxas, 1 iglesia católica, 1 sinagoga. También había 1 colegio masculino y 1 colegio femenino; dos hospitales, 8 doctores y 2 farmacias.
Se desarrolló la industria de la madera, que era transportada por el río Turiya hasta Gdansk.
En 1919 fue anexionada a Polonia.
Las tropas soviéticas se apoderaron de la ciudad en 1939 al comienzo de la II Guerra Mundial, y más tarde la ocupó el ejército alemán desde 1941 a 1944. Los nazis arribaron a Kóvel el 28 de junio de 1941, y solo en un mes ejecutaron a unos 1000 judíos; a finales de año, otros miles de ellos fueron asesinados en el cercano bosque de Czerewacha. Asimismo, se encerró a 24 000 judíos en el gueto de Kóvel, donde se marcó a los más viejos, enfermos y a los niños para su posterior exterminio. El gueto se clausuró el 22 de julio de 1942 y sus residentes trasladados a canteras cercanas para ser liquidados. Los últimos 1000 judíos de Kóvel fueron encerrados en la Gran Sinagoga y finalmente asesinados hacia octubre de 1942. Los nazis también habilitaron en Kóvel un campo de concentración de prisioneros de guerra soviéticos, donde se estima que decenas de miles de combatientes del Ejército Rojo fueron confinados en condiciones terribles, a la intemperie y sin agua ni comida.
En 1945 fue cedida por los Aliados a la URSS (Unión de Repúblicas Socialistas Soviéticas) y entró a formar parte de la República Socialista Soviética de Ucrania.
Antes de la reforma territorial de 2020, la ciudad no formaba parte de su raión, sino que estaba directamente subordinada a la óblast como ciudad de importancia regional. Su ayuntamiento no tenía pedanías.